# 岸大誠
岸 大誠（きし たいせい、1998年1月18日 - ）は岡山県津山市出身、富山県高岡市育ちの元サッカー選手。ポジションはゴールキーパー。2012年U-15日本代表候補。山梨学院大学に進学。なお、競技引退後は松竹芸能に所属しお笑い芸人として活動している。

## 所属クラブ
- FCプリメーラ
- カターレ富山U-15
- カターレ富山U-18
- 山梨学院大学
- スマイラーズ（芸人サッカーチーム）

## 略歴
小学生の時からサッカーを始めた。その時からポジションはGKだった。
中学生の時には、カターレ富山U-15に所属し、正キーパーとして試合に出場した。更には14歳で高校生ユースの大会、日本クラブユースサッカー選手権 (U-18)大会やJリーグユース選手権大会（旧名：Jユースカップ）にも出場した。その結果、カターレ富山U-18に昇格し、ユースチームでも正キーパーとして試合に出場した。日本クラブユースサッカー選手権 (U-18)大会 2015では、注目選手に選出され、スカウトの注目を浴びた。だが、身長が小さいという理由でトップチームへの契約はされなかった。
高校卒業後は山梨学院大学に推薦入学。天皇杯に2回出場し、第96回大会（2016-2017年、2回生時）では、1回戦で栃木県代表の栃木ウーヴァFCに勝利したが、2回戦で湘南ベルマーレ（J1）に0-6で完敗した。第99回大会（2019-2020年、4回生時）では、1回戦で岩手県代表グルージャ盛岡（現J2）に0-1で敗退した。
2020年の大学卒業後は松竹芸能に所属。國澤英二とのお笑いコンビ「遥」を経て、2022年の解散後はピン芸人として活動している。

## 出演

### テレビ
- 超逆境クイズバトル!! 99人の壁（フジテレビ）-2022年8月6日、2022年11月14日
- ロッピングライフ（ワカコさんとマサルくんのお宅は買わないの??）（テレビ朝日）-2022年12月4日、2023年7月30日
- 炎の体育会TV（TBSテレビ）-2023年1月21日
- OCHA NORMAの お茶の間さまの言うとおり（BS Japanext）-2023年2月21日
- 復活!ウチのガヤがすみません!2時間スペシャル（日本テレビ）-2023年8月1日

### ラジオ
- レインボータウンFM（KIBAっていこう）-2021年12月21日

### YouTube
- スマイラーズ SMILLERS（2022年12月1日配信開始）（たむらけんじ監督の芸人サッカーチームチャンネル。ReelZ LEAGUEに参戦。）
- 【公式】ReelZ LEAGUE（スマイラーズの一員として出演）

### ネットラジオ
- 岸大誠のサッカー解説ラジオ（stand.fm）（毎週火曜日19:00配信）